# Tim Blake Nelson
Timothy (Tim) Blake Nelson (Tulsa, 11 mei 1964) is een Amerikaans acteur en regisseur.

## Biografie
Tim Blake Nelson werd in 1964 geboren als de zoon van Don Nelson, een geoloog, en Ruth Kaiser, een sociaal activiste.
Hij is net als zijn familie joods. Zijn grootouders langs moederszijde waren net voor aanvang van de Tweede Wereldoorlog van Duitsland naar het Verenigd Koninkrijk gevlucht en hadden vervolgens de oversteek naar de Verenigde Staten gemaakt. Zijn joodse grootouders langs vaderszijde waren van Rusland afkomstig.
In 1982 studeerde hij in zijn geboortestad Tulsa af aan Holland Hall School, waarna hij een diploma behaalde aan de Brown-universiteit. In 1990 studeerde hij af aan Juilliard School.
Hij is getrouwd met Lisa Benavides, met wie hij drie zonen kreeg.

### Carrière
Begin jaren 1990 begon Nelson met acteren in film, televisie en theater. Aan het einde van het decennium volgde zijn doorbraak met bijrollen in films als Donnie Brasco (1997) en The Thin Red Line (1998) en een hoofdrol in O Brother, Where Art Thou? (2000), een komedie van de broers Joel en Ethan Coen. In 2018 werkte hij met de broers Coen ook samen aan de anthologiefilm The Ballad of Buster Scruggs.
In de daaropvolgende jaren zou hij vooral bekend blijven van zijn bijrollen in bekende filmproducties als Minority Report (2002), Meet the Fockers (2004), Syriana (2005) en Lincoln (2012). Daarnaast werkte hij ook mee aan de superheldenfilms The Incredible Hulk (2008) en Fantastic Four (2015). 
Naast acteren regisseert Nelson ook films. Hij maakte zijn debuut in 1997 met de misdaadfilm Eye of God. In 2016 regisseerde hij de onafhankelijke dramafilm Anesthesia. Onder meer Sam Waterston, Kristen Stewart en Glenn Close werkten aan de productie mee.

## Filmografie

### Film
| Als acteur (selectie) - Donnie Brasco (1997) - The Thin Red Line (1998) - O Brother, Where Art Thou? (2000) - The Good Girl (2002) - Minority Report (2002) - Scooby-Doo 2: Monsters Unleashed (2004) - Meet the Fockers (2004) - The Last Shot (2004) - Syriana (2005) - Hoot (2006) - The Incredible Hulk (2008) - Lincoln (2012) - The Homesman (2014) - Kill the Messenger (2014) - Billy Lynn's Long Halftime Walk (2016) - Colossal (2016) - The Ballad of Buster Scruggs (2018) - Just Mercy (2019) - Angel Has Fallen (2019) - Nightmare Alley (2021) - Old Henry (2021) - Pinocchio (2022, stem) - The Bricklayer (2024) - Captain America: Brave New World (2025) |  | Als regisseur - Eye of God (1997) - O (2001) - The Grey Zone (2001) - Leaves of Grass (2009) - Anesthesia (2015) |

### Televisie (selectie)
- Dead Man's Walk (1995)
- CSI: Crime Scene Investigation (televisieserie) (2009)
- Modern Family (2011)
- Unbreakable Kimmy Schmidt (2015)
- Watchmen (2019)